# مهدی رجاییان
مهدی رجاییان (زاده ۱۳۲۲ – درگذشته ۲۴ مهر ۱۳۸۱) تدوین‌گر فیلم‌های سینمایی اهل ایران است.

## آهنگ‌ساز
- سرباز اسلام (۱۳۵۹)
- مبارزی در نیمه راه/شب بازیگران (۱۳۵۷)
- آلوده (۱۳۵۴)

## تدوین
- بی همتا (۱۳۸۰)
- تارزن و تارزان (۱۳۸۰)
- همکلاس (۱۳۸۰)
- از صمیم قلب (۱۳۷۹)
- عینک دودی (۱۳۷۸)
- علف‌های هرز (۱۳۷۷)
- حماسه ۲۵۱۹ (۱۳۷۶)
- قاعده بازی (۱۳۷۶)
- کلید ازدواج (۱۳۷۶)
- هفت سنگ (۱۳۷۶)
- تهاجم (۱۳۷۵)
- در سرزمینی دیگر (۱۳۷۵)
- هتل کارتن (۱۳۷۵)
- تنگنا (۱۳۷۴)
- روز دیدار (۱۳۷۴)
- قانون (۱۳۷۴)
- گریز از مرگ (۱۳۷۴)
- مرد نامرئی (۱۳۷۴)
- ویرانگر (۱۳۷۴)
- اشک و لبخند (۱۳۷۳)
- بیقرار (۱۳۷۳)
- تجارت (۱۳۷۳)
- حامی (۱۳۷۳)
- روز واقعه (۱۳۷۳)
- شریک زندگی (۱۳۷۳)
- عروسی خون (۱۳۷۳)
- منطقه ممنوع (۱۳۷۳)
- بدل (۱۳۷۲)
- بی‌تو هرگز (۱۳۷۲)
- شاهین طلایی (۱۳۷۲)
- ضربه آخر (۱۳۷۲)
- مسافر غریب (۱۳۷۲)
- رابطه پنهانی (۱۳۷۱)
- قافله (۱۳۷۱)
- مأموریت آقای شادی (۱۳۷۱)
- یک‌بار برای همیشه (۱۳۷۱)
- ردپای گرگ (۱۳۷۱)
- آواز تهران (۱۳۷۰)
- برخورد (۱۳۷۰)
- حسنک (۱۳۷۰)
- مرغابی وحشی (۱۳۷۰)
- تیغ آفتاب (۱۳۶۹)
- گربه آوازخوان (۱۳۶۹)
- دندان مار (۱۳۶۸)
- غفلت (۱۳۶۸)
- بحران (۱۳۶۶)
- جنگل‌بان (۱۳۶۶)
- در انتظار شیطان (۱۳۶۶)
- مار (۱۳۶۶)
- چمدان (۱۳۶۵)
- دزد و نویسنده (۱۳۶۵)
- کفش‌های میرزانوروز (۱۳۶۴)
- حماسه مهران (۱۳۶۳)
- زندان دوله تو (۱۳۶۳)
- شب‌شکن (۱۳۶۳)
- صف (۱۳۶۳)
- پیک جنگل (۱۳۶۲)
- خانه عنکبوت (۱۳۶۲)
- فصل خون (۱۳۶۰)
- اعدامی (۱۳۵۹)
- سرباز اسلام (۱۳۵۹)
- خیابانی‌ها (۱۳۵۷)
- عبور از مرز شب (۱۳۵۷)
- هجرت (۱۳۵۷)
- بوی گندم (۱۳۵۶)
- خاکستری (۱۳۵۶)
- شب زخمی (۱۳۵۶)
- ماهی‌ها در خاک می‌میرند (۱۳۵۶)
- شام آخر (۱۳۵۵)
- قاصدک (۱۳۵۵)
- خانه خراب (۱۳۵۴)
- غلام زنگی (۱۳۵۴)
- تنگسیر (۱۳۵۲)
- تنگنا (۱۳۵۲)
- شهر قصه (۱۳۵۲)
- رگبار (۱۳۵۱)
- ستارخان (۱۳۵۱)
- فتنه چکمه‌پوش (۱۳۵۱)
- تجاوز (۱۳۴۹)
- سربداران (۱۳۶۰–۱۳۶۳)
- ولایت عشق (۱۳۷۷–۱۳۷۹)

## جشنواره‌ها
- برنده سیمرغ بلورین بهترین تدوین (ردپای گرگ) از یازدهمین دوره جشنواره فیلم فجر - ۱۳۷۱
- کاندیدای بهترین تدوین (روز واقعه) از سیزدهمین دوره جشنواره فیلم فجر - ۱۳۷۳